# Puerto de Santa Cruz
Puerto de Santa Cruz ist ein südwestspanisches Dorf und eine Gemeinde (municipio) mit 264 Einwohnern (Stand: 2024) in der Provinz Cáceres (Extremadura). 

## Lage und Klima
Puerto de Santa Cruz liegt im Süden der Provinz Cáceres in einer Höhe von etwa 455 m. Die Entfernung zur Hauptstadt Cáceres beträgt 52 km (Fahrtstrecke) in westnordwestlicher Richtung. Durch die Gemeinde führt die Autovía A-5.
Das Klima ist meist warm und trocken; der Regen (ca. 536 mm/Jahr) fällt hauptsächlich im Winterhalbjahr.

## Bevölkerungsentwicklung
| Jahr      | 1970 | 1981 | 1991 | 2001 | 2011 | 2021 |
| Einwohner | 1013 | 511  | 469  | 418  | 389  | 290  |

## Sehenswürdigkeiten

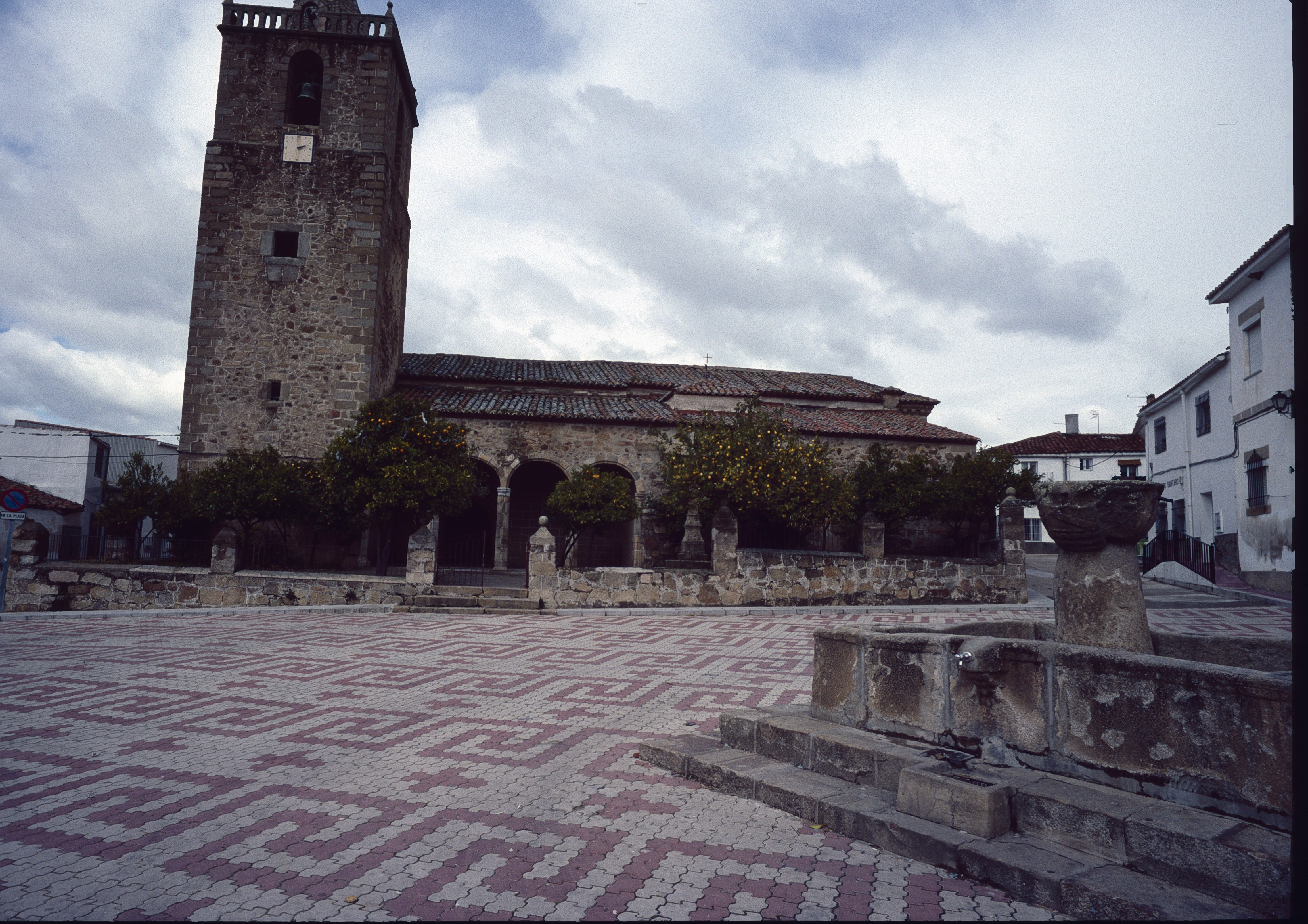
Bartholomäuskirche
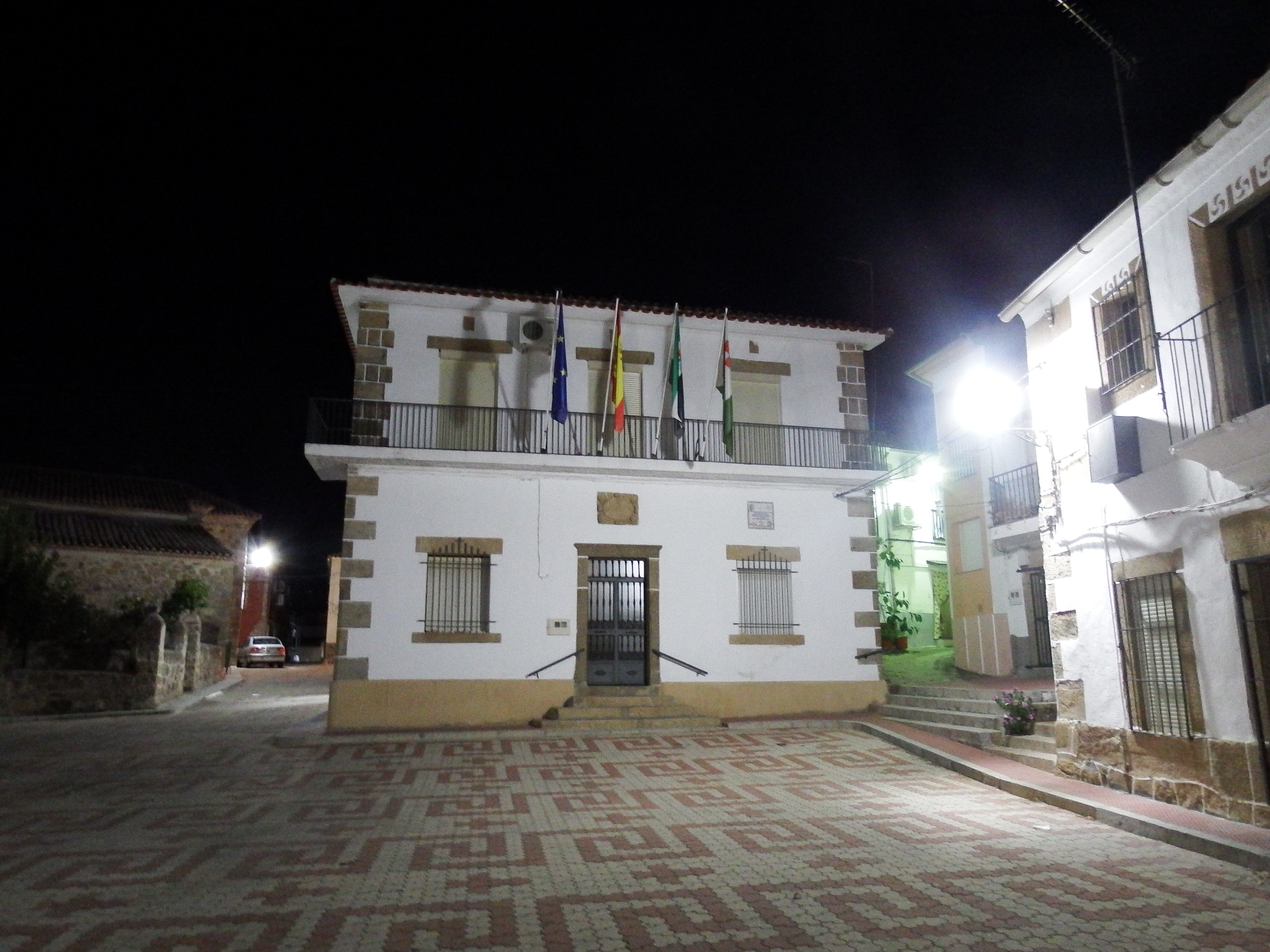
Rathaus

- Bartholomäuskirche
- Rathaus